# عباس أباد عيش أباد (نغار بردسير)
عباس أباد عيش أباد (بالفارسية: عباس‌آباد عیش‌آباد) هي قرية تقع في إيران في البلدة المركزية.